# Comloșu Mic

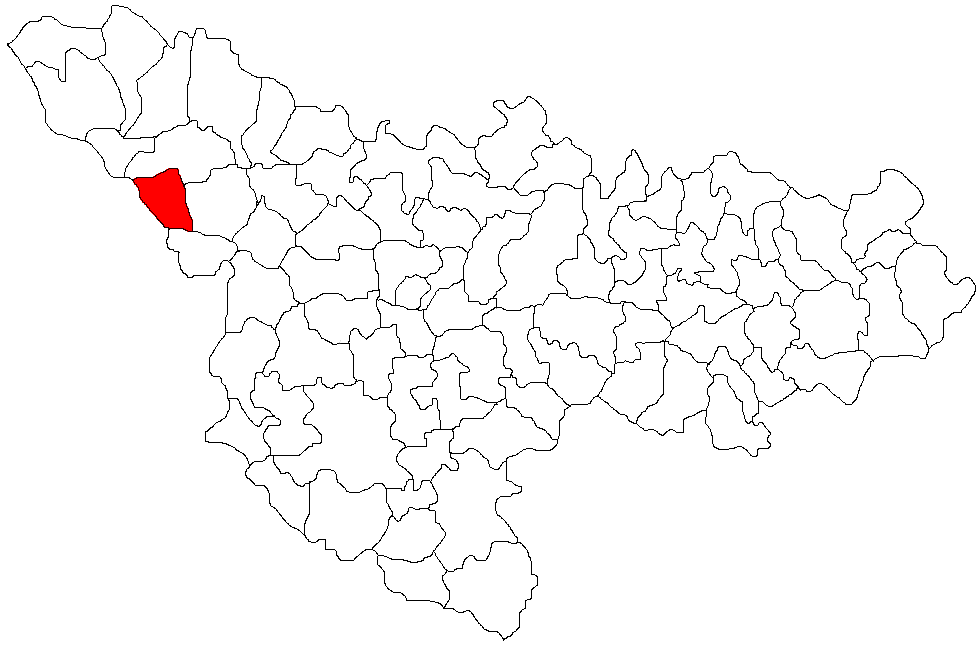
Lage der Gemeinde Comloșu Mare im Kreis Timiș

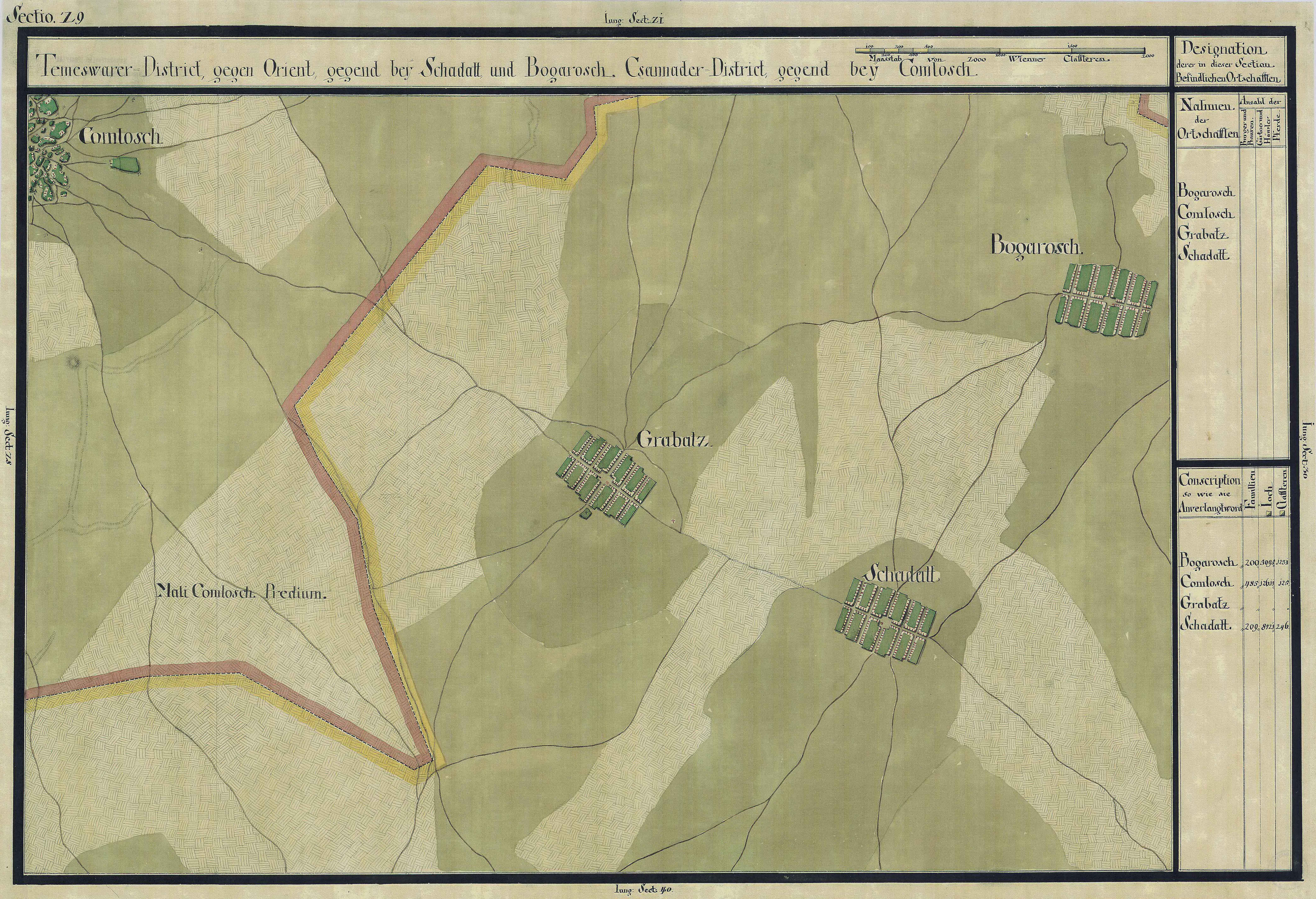
Comloșu Mic auf der Josephinischen Landaufnahme (1769–1772)

Comloșu Mic (deutsch Ostern bzw. nach 1892 Kleinkomlosch, ungarisch Kiskomlós) ist ein Dorf mit 928 Einwohnern (1992) im Kreis Timiș, Banat, Rumänien.

## Lage
Comloșu Mic liegt im Kreis Timiș, 8 km westlich der Stadt Jimbolia (Hatzfeld).

## Nachbarorte
| Comloșu Mare | Vizejdia                                    | Gottlob  |
| Serbien      | Kompassrose, die auf Nachbargemeinden zeigt | Grabaț   |
| Serbien      | Serbien                                     | Jimbolia |

## Geschichte
Nach dem Frieden von Passarowitz am 21. Juli 1718 wurde das Banat nach 164 Jahren Türkenherrschaft der Habsburgermonarchie angeschlossen und als kaiserliche Kron- und Kammerdomäne der Wiener Reichsregierung unterstellt. Es begann die habsburgische Kolonisierung des Banats durch die sogenannten Schwabenzüge.
Das Dorf Ostern wurde 1772 von Kolonisten aus dem Westen und Südwesten Deutschlands, die von Maria Theresia in der damals österreichischen Provinz Temescher Banat angesiedelt wurden, gegründet. Die Oberaufsicht der Ortsgründung hatte Impopulationsdirektor Johann Wilhelm Edler von Hildebrand inne, der den Ort planmäßig auf siedlungsfreiem Weideland anlegte.
Da die Siedler, die aus Lothringen, aus Westfalen, aus Luxemburg, aus der Pfalz, aus dem Kurfürstentum Trier, aus dem Schwarzwald, aus Württemberg, aus Österreich und aus Bayern kamen, ihren Bestimmungsort an Ostern erreicht haben, nannten sie ihr Dorf Ostern. 1777 hatte das Dorf 50 Häuser mit 233 Einwohnern. Vergrößert wurde Ostern unter Kaiser Joseph II., als weitere 50 Hausplätze angesiedelt wurden. Eine dritte Ansiedlung fand 1792 mit 40 Hausplätzen statt. 1807 wurde die heutige Kirche erbaut und 1832 die neue Schule.
1892, nachdem das Banat unter ungarische Verwaltung innerhalb der habsburgischen Doppelmonarchie kam, erhielt Ostern den Namen Kiskomlós; die – damals noch inoffizielle – rumänische Bezeichnung war Comloșu Mic.
Nach dem Ersten Weltkrieg gehörte Comloșu Mic als Mali Komluš von 1918 bis 1924 zu Serbien und wurde 1924 infolge einer Grenzrevidierung Rumänien zugesprochen.
Infolge des Waffen-SS Abkommens vom 12. Mai 1943 zwischen der Antonescu-Regierung und Hitler-Deutschland wurden alle deutschstämmigen wehrpflichtigen Männer in die deutsche Armee eingezogen. Nach dem Zweiten Weltkrieg wurden aus Comloșu Mic 196 Personen von 1945 bis 1950 in sowjetische Arbeitslager verschleppt. 1951 wurden 447 Personen in die Bărăgan-Steppe deportiert.
Das Bodenreformgesetz vom 23. März 1945, das die Enteignung der deutschen Bauern in Rumänien vorsah, entzog der ländlichen Bevölkerung die Lebensgrundlage. Der enteignete Boden wurde an Kleinbauern, Landarbeiter und Kolonisten aus anderen Landesteilen verteilt. Anfang der 1950er Jahre wurde die Kollektivierung der Landwirtschaft eingeleitet.
Durch das Nationalisierungsgesetz vom 11. Juni 1948, das die Verstaatlichung aller Industrie- und Handelsbetriebe, Banken und Versicherungen vorsah, fand die Enteignung aller Wirtschaftsbetriebe unabhängig von der ethnischen Zugehörigkeit statt.
In den 1970er Jahren begann die Ausreisewelle der deutschen Bewohner nach Deutschland, so dass die Bevölkerungsstruktur von Comloșu Mic einem gewaltigen Strukturwandel unterlag.

## Einwohner
Die Bewohner waren größtenteils Banater Schwaben, sowie Ungarn, Serben, Juden und Rumänen. Nach der Auswanderungswelle der Deutschen aus Rumänien zwischen 1980 und 1993 wird das Dorf fast ausschließlich von Rumänen bewohnt.
| Ethnie   | 1910  | Prozente |
| -------- | ----- | -------- |
| Rumänen  | 21    | 1,14 %   |
| Ungarn   | 50    | 2,70 %   |
| Deutsche | 1.769 | 95,37 %  |
| Sonstige | 15    | 0,80 %   |
| Gesamt   | 1.855 | 100 %    |

| Ethnie   | 1977  | Prozente |
| -------- | ----- | -------- |
| Rumänen  | 365   | 26,63 %  |
| Ungarn   | 18    | 1,32 %   |
| Deutsche | 971   | 70,82 %  |
| Sonstige | 17    | 1,23 %   |
| Gesamt   | 1.371 | 100 %    |

| Ethnie   | 2002 | Prozente |
| -------- | ---- | -------- |
| Rumänen  | 738  | 79,79 %  |
| Ungarn   | 23   | 2,48 %   |
| Deutsche | 84   | 9,09 %   |
| Sonstige | 80   | 8,64 %   |
| Gesamt   | 925  | 100 %    |

## Persönlichkeiten
- Michael Holzinger, Schriftsteller
- Peter Georg Winter, "Tanielpheder", Schriftsteller